# Abdul-Hafez al-Saqqaf
Abdul-Hafez al-Saqqaf é um oficial militar iemenita. General das Forças Especiais de Segurança do Iêmen, al-Saqqaf alcançou notoriedade quando desafiou o decreto do presidente Abd Rabbuh Mansur Hadi de abandonar ao cargo em março de 2015 em meio ao rescaldo de um golpe de Estado que dividiu o governo e os militares do Iêmen e levou Hadi a estabelecer uma sede provisória de governo em Áden.
Al-Saqqaf detinha o título de Comandante das Forças Especiais de Segurança em Áden. Em 3 de março de 2015, Hadi emitiu um decreto nomeando Thabet Muthanna Yahya Naji Jawas para o cargo e reatribuindo al-Saqqaf como subsecretário da Autoridade de Status Vital e Registro Civil em Áden. Al-Saqqaf e seus apoiadores rejeitaram o decreto, mesmo depois de Hadi ter retirado a nomeação de Jawas em favor de Adlan Saleh Al-Hattas. O Yemen Times informou que al-Saqqaf não via Hadi como o presidente legítimo, e que Hadi considerava al-Saqqaf leal ao ex-presidente Ali Abdullah Saleh e aos Houthis. Al-Saqqaf acusou Hadi de querer dar à Al Qaeda o controle sobre Áden.
Em 19 de março, tropas leais a Saleh e comandadas por al-Saqqaf atacaram o Aeroporto Internacional de Áden, desencadeando uma batalha com a polícia, milicianos e soldados leais a Hadi e comandados pelo major-general Mahmoud al-Subaihi. Al-Saqqaf e suas forças se renderam depois que as tropas do governo invadiram a base das Forças Especiais de Segurança em Áden. Na noite seguinte, al-Saqqaf estaria em um comboio que fugia de Áden em direção a Sana'a quando homens armados tentaram assassiná-lo em uma estrada na província de Lahij. De acordo com a Agence France-Presse, quatro foram mortos na emboscada, incluindo um dos guarda-costas de al-Saqqaf, mas o general sobreviveu.